# Валбрента
Валбрѐнта (на италиански: Dicomano) е община в Северна Италия, провинция Виченца, регион Венето. Административен център на общината е село Карпане (Carpanè), което е разположено на 160 m надморска височина. Населението на общината е 5186 души (към 2019 г.).
Общината е създадена в 1 януари 2019 г. Тя се състои от предшествуващите общини Валстаня, Камполонго сул Брента, Сан Надзарио и Чизмон дел Грапа.